# Half a Mill
Jasun Wardlaw (25 de enero de 1973-Brooklyn, Nueva York; 24 de octubre de 2003), más conocido como Half a Mill, fue un rapero estadounidense.
Half a Mill es el protagonista del documental de larga duración Player Hating: A Love Story de Maggie Hadleigh-West.

## Discografía
| Información de álbumes |
| --- |
| Half-A-Mill Demo Tape (con DJ Scratch) - Released: 1995 - Singles: "Any Day Can Be Ya Last"/"Another Homicide Scene"                                                                             |
| Milíon - Lanzamiento: 9 de mayo de 2000 - Certificación RIAA: 40,000 - Posición Billboard 200 : - Posición R&B/Hip-Hop: 91 - Singles: "Some Niggaz", "Thug Onez", "Where BK At"                  |
| Da Hustle Don't Stop - Lanzamiento: 30 de julio de 2002 - Certificación RIAA: - Posición Billboard 200: - Posición R&B/Hip-Hop chart: - Singles: "Still", "Soddom and Gomorrah", "Saprano Style" |